# Tyranneau passegris
Camptostoma obsoletum
Espèce
Statut de conservation UICN

 LC  : Préoccupation mineure
Le Tyranneau passegris (Camptostoma obsoletum) est une espèce d'oiseaux de la famille des tyrannidés.

## Description
Le Tyranneau passegris fait 10,2 cm de longueur, pèse 7,5 g et ressemble souvent à une petite Élénie à ventre jaune. La tête est brun foncé ou grise avec une huppe érectile et un supercilium pâle. Le dos est vert-gris, devenant plus pâle vers le croupion. Les ailes sont brunes avec des plumes à bordure jaune, et deux barres alaires blanchâtres, jaunâtres ou couleur cannelle. La queue, ordinairement dressée, est brune, la gorge grise, le poitrail jaunâtre et le ventre jaune. Le bec est noir, mais au moins la partie inférieure est pâle.
Les sous-espèces des régions humides (par exemple le bassin de l’Amazone) sont en général plus vertes avec des ventres franchement jaunes, tandis que les sous-espèces des régions plus sèches (Brésil oriental ou Équateur occidental) sont généralement plus grises et leurs ventres sont plus ternes. La sous-espèce Camptostoma obsoletum venezuelae ne se rencontre qu'à Trinidad, et se distingue nettement par la teinte du plumage.
Le cri est un fort sifflement Tliiii-ti-ti-ti. Lors de la parade nuptiale, les huppes sont dressés, la queue tressaute, et l'oiseau émet un mélange excité de cris normaux et de stridulations pii-chrrr-pii-chrrr
Il n'y a pas de dimorphisme sexuel, et les tyranneaux passegris apparaissent toujours plus clairs, en particulier leurs barres alaires, que le Tyranneau imberbe, qui leur est apparenté et qu'on a par le passé considéré comme faisant partie de la même espèce. Cependant, les deux espèces s'accouplent, sans descendance, au centre du Costa Rica.

## Répartition
- distribution

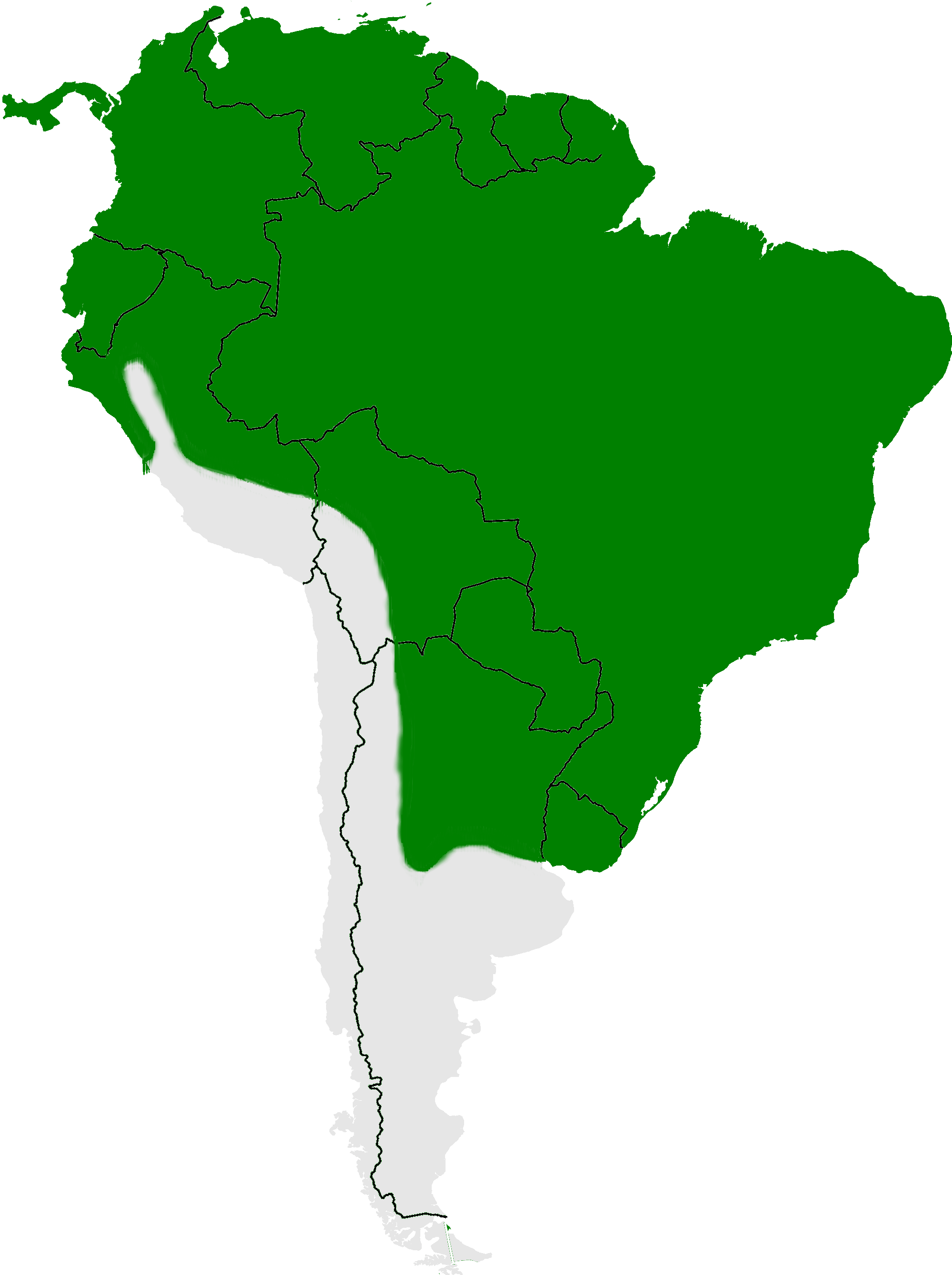
distribution

En Amérique centrale, cette espèce est présente au Costa Rica et au Panama ; elle se trouve dans tout le nord de l'Amérique du Sud, jusqu'à l'Uruguay, la Bolivie et l'Argentine au sud et au sud-est, jusqu'au Pérou au sud-ouest,.

## Habitat
Ses habitats sont les forêts clairsemées, les cultures, les jardins avec des arbres et le cerrado sec.

## Comportement
Le Tyranneau passegris est un oiseau actif se nourrissant d'insectes, d'araignées et de baies. Les proies animales sont attrapées en vol, sur les végétaux, ou glanées dans la végétation. Les fruits (par exemple d'Alchornea iricurana) sont typiquement cueillis quand l'oiseau est perché, ou bien les survole. Cet oiseau attaque facilement les petits prédateurs comme la Chevêchette brune. Il tend à vivre isolé sauf pendant la saison nuptiale, et se joint rarement à des bandes d'autres oiseaux au moment de se nourrir.

## Reproduction
Le nid en dôme est constitué de fibres végétales ou de feuilles, avec une entrée latérale. Il est installé à une fourche d'arbre, le plus souvent près d'un nid de guêpes, ce qui le protège probablement des prédateurs. La portée est d'habitude de deux œufs, avec des marques rousses et lilas sur la plus grosse extrémité. La femelle couve les œufs pendant 14 ou 15 jours, puis s'occupe des oisillons pendant encore 18 jours.